# War (banda)
War, chamada inicialmete de Eric Burdon & War, foi uma banda estadunidense de funk originária da Califórnia.

## Discografia
- 1970: Eric Burdon Declares "War" (Eric Burdon & War)
- 1970: The Black-Man's Burdon (álbum duplo, Eric Burdon & War)
- 1971: War
- 1971: All Day Music
- 1972: The World Is a Ghetto
- 1973: Deliver the Word
- 1975: Why Can't We Be Friends?
- 1976: Love Is All Around (Eric Burdon & War)
- 1976: Platinum Jazz (álbum duplo)
- 1977: Galaxy
- 1978: Youngblood (temas)
- 1979: The Music Band
- 1979: The Music Band 2
- 1982: Outlaw
- 1983: The Music Band – Jazz
- 1983: Life (is So Strange)
- 1985: Where There's Smoke
- 1987: On Fire
- 1994: Peace Sign (álbum duplo)